# (31086) Gehringer
(31086) Gehringer (1997 AT17) – planetoida z pasa głównego asteroid okrążająca Słońce w ciągu 5,4 lat w średniej odległości 3,08 j.a. Odkryta 12 stycznia 1997 roku.